# 木場千景
木場 千景（きば ちかげ、女性）は、日本のプロレスラー。東京女子プロレスに所属していた。

## 経歴
格闘技ファンでありサンボ部に加入していた。
2013年
- 1月30日、Twin Box AKIHABARAで行われた東京女子プロレスプレイベントにおいて、全日本選手権3位の実績を持つDDTの木曽大介レフェリーとサンボエキシビション[2]。
- 2月10日、中華レストラン王華で行われたイベントの提供試合にてリングアナウンサー。
- 3月25日、SHIBUYA DESEOで行われた東京女子プロレスプレイベント第2弾で再び木曽とサンボエキシビション[3]。
- 4月26日、SHIBUYA DESEOで行われた東京女子プロレスプレイベント第3弾でKANNAと対戦して勝利[4]。
- 6月6日、SHIBUYA DESEOで行われた東京女子プロレスプレイベント第4弾で山下実優と初シングルを行うが、敗れる[5]。
- 7月11日、SHIBUYA DESEOで行われた東京女子プロレスプレイベント第5弾でKANNAと2度目のシングルを連勝[6]。
- 8月17日、両国国技館で行われた「DDT万博〜プロレスの進歩と調和〜」のダーク・マッチとして山下&中島 vs 木場&KANNAでリングデビューを果たし、KANNAが中島から逆エビ固めでギブアップを奪い勝利[7]。
- 10月5日、DDT福島体育館大会における提供試合として2度目のリングを両国と同じタッグで対戦するが、KANNAが山下のミドルキックからの片エビ固めでフォールされる[8]。
- 10月27日、DDT大森駅東口「UTANフェスタ2013」における提供試合としてKANNAと組み、山下実優&中島翔子と対戦し、ヒザ十字固めで中島からギブアップを奪う[9]。
- 12月1日、東京女子プロレス旗揚げ戦のメインで山下実優と対戦するが、クラッシュ・ラビットヒートで敗れる[10]。
- 大学受験のため暫く参戦休止。

2014年
- 2月15日、王子大会の高田あゆみ戦で復帰、ヒザ十字固めで勝利。同大会にて大学に合格したことを発表。
- 4月5日、川崎大会にて中島翔子・ケンドーリリコとの3WAYに勝利。大会後、のの子に挑戦表明。
- 5月24日王子大会でのの子と対戦、オクラホマロールで3カウントを奪い、のの子のデビュー以来のシングル無敗をストップさせる。[11]。

2015年
- 7月3日、学業に専念するためプロレス活動を休業する事を発表。

2016年
- 1月4日、東京女子プロレス初の後楽園ホール大会に来場、エンディングでリング上に呼び込まれ久々に姿を見せる。

2018年
- 3月27日、学業に専念するため休業していたが、本人の希望により契約を更改せず東京女子プロレスを卒業。

2022年
- 3月19日、東京女子プロレス・両国国技館大会「GRAND PRINCESS '22」のオープニングにKANNAと共に登場。

## 得意技
腕ひしぎ逆十字固め
アンクルホールド
ヒザ十字固め
ジャパニーズ・レッグロール・クラッチ
オクラホマロール
河津落とし
グラウンド卍
鎌固め

## 入場曲
柳生十兵衛茜のテーマ（「新 鬼武者」より）